# Победнице светских првенстава у атлетици у дворани — 400 метара
Победнице светских првенстава у атлетици у дворани  у дисциплини 400 метара за жене, која се, у програмима првенстава, налази од такмичења 1985. у Паризу под именом Светске игре у дворани, наведене су у следећој табели са резултатима који су изражени у секундама.

## Табела победница на СП у дворани у трци на 400 метара за жене
Стање после СП 2025.
| Светско првенство         |                                  | Резултат     |                              | Резултат |                                 | Резултат |
| Париз 1985 детаљи         | Дајан Диксон · САД               | 53,35        | Регине Берг · Белгија        | 53,81    | Шармејн Крукс · Канада          | 54,08    |
| Индијанополис 1987 детаљи | Сабине Буш · Источна Немачка     | 51,66 РСП    | Лили Ледервуд · САД          | 52,54    | Јудит Форгач · Мађарска         | 52,68    |
| Будимпешта 1989 детаљи    | Хелга Арент · Западна Немачка    | 51,52 РСП    | Дајан Диксон · САД           | 51,77    | Џилијан Ричардсон · Канада      | 52,02    |
| Севиља 1991 детаљи        | Дајан Диксон · САД               | 50,64 РСП    | Сандра Мајерс · Шпанија      | 50,99    | Анита Проти · Швајцарска        | 51,41    |
| Торонто 1993 детаљи       | Анџела Ричардс · Јамајка         | 50,93        | Татјана Алексејевна · Русија | 51,03    | Џирл Мајлс Кларк · САД          | 51,37    |
| Барселона 1995. детаљи    | Ирина Привалова · Русија         | 50,23 РСП    | Анџела Ричардс · Јамајка     | 51,38    | Данијела Георгијева · Бугарска  | 51,78    |
| Париз 1997 детаљи         | Џирл Мајлс Кларк · САД           | 50,96        | Анџела Ричардс · Јамајка     | 51,17    | Хелена Фухсова · Чешка          | 52,04    |
| Маебаши 1999. детаљи      | Грит Бројер · Немачка            | 50,80        | Фалилат Огункоја · Нигерија  | 51,25    | Џирл Мајлс Кларк · САД          | 51,45    |
| Лисабон 2001. детаљи      | Анџела Ричардс · Јамајка         | 51,04        | Олга Котљарова · Русија      | 51,56    | Олесја Зикина · Русија          | 51,71    |
| Бирмингам 2003. детаљи    | Наталија Назарова · Русија       | 50,83        | Кристине Амертли · Бахаме    | 51,11    | Грит Бројер · Немачка           | 51,13    |
| Будимпешта 2004. детаљи   | Наталија Назарова · Русија       | 50,19 РСП    | Олесја Форшева · Русија      | 50,65    | Тоник Вилијамс-Дарлинг · Бахаме | 50,87    |
| Москва 2006. детаљи       | Олесја Форшева · Русија          | 50,04 РСП    | Вања Стамболова · Бугарска   | 50,21    | Кристине Амертли · Бахаме       | 50,34    |
| Валенсија 2008. детаљи    | Олесја Зикина · Русија           | 51,09        | Наталија Назарова · Русија   | 51,10    | Шариз Вудс САД                  | 51,41    |
| Доха 2010. детаљи         | Деби Дан САД                     | 51,04        | Вања Стамболова · Бугарска   | 51,50    | Аманти Монтшо · Боцвана         | 52,53    |
| Инстанбул 2012. детаљи    | Сања Ричардс-Рос САД             | 50,79        | Александра Федорива · Русија | 51,76    | Наташа Хејстингс САД            | 51,82    |
| Сопот 2014. детаљи        | Франсина Мекрори САД             | 51,12        | Кализ Спенсер · Јамајка      | 51,54    | Шони Милер · Бахаме             | 52,06    |
| Портланд 2016. детаљи     | Олувакеми Адекоја · Бахреин      | 51,45 АЗР    | Ешли Спенсер САД             | 51,72    | Куанера Хејс САД                | 51,76    |
| Бирмингем 2018. детаљи    | Кортни Около САД                 | 50,55        | Шакима Вимбли САД            | 51,47    | Едит Дојл Уједињено Краљевство  | 51,60    |
| Београд 2022. детаљи      | Шони Милер · Бахаме              | 50,31        | Фемке Бол · Холандија        | 50,57    | Стефани Ен Мекферсон · Јамајка  | 50,79    |
| Глазгов 2024. детаљи      | Фемке Бол · Холандија            | 49,17 СР РСП | Лике Клавер · Холандија      | 50,16    | Алексис Холмс САД               | 50,24    |
| Нанкинг 2025. детаљи      | Амбер Анинг Уједињено Краљевство | 50,60        | Алексис Холмс САД            | 50,63    | Хенријета Јегер · Норвешка      | 50,92    |
| Торуњ 2026.               |                                  |              |                              |          |                                 |          |

Легенда: СР = Светски рекорд, РСП = Рекорд светских првенстава
Напомена:
1. ↑  Рускиња Татјана Фирова истрчала је 51,13 али је њен резултат поништен и сребрна медаља одузета због наводног допинг прекршаја.

## Биланс медаља на СП у дворани у трци на 400 метара за жене
Стање после СП 2025.
|     | Држава               |    |    |    |    |
| --- | -------------------- | -- | -- | -- | -- |
| 1.  | САД                  | 7  | 5  | 6  | 18 |
| 2.  | Русија               | 5  | 5  | 1  | 11 |
| 3.  | Јамајка              | 2  | 3  | 1  | 6  |
| 4.  | Холандија            | 1  | 2  | 0  | 3  |
| 5.  | Бахаме               | 1  | 1  | 3  | 5  |
| 6.  | Немачка              | 1  | 0  | 1  | 2  |
| 6.  | Уједињено Краљевство | 1  | 0  | 1  | 2  |
| 8.  | Источна Немачка      | 1  | 0  | 0  | 1  |
| 8.  | Западна Немачка      | 1  | 0  | 0  | 1  |
| 8.  | Бахреин              | 1  | 0  | 0  | 1  |
| 11. | Бугарска             | 0  | 2  | 1  | 3  |
| 12. | Белгија              | 0  | 1  | 0  | 1  |
| 12. | Шпанија              | 0  | 1  | 0  | 1  |
| 12. | Нигерија             | 0  | 1  | 0  | 1  |
| 15. | Канада               | 0  | 0  | 2  | 2  |
| 16. | Мађарска             | 0  | 0  | 1  | 1  |
| 16. | Швајцарска           | 0  | 0  | 1  | 1  |
| 16. | Чешка                | 0  | 0  | 1  | 1  |
| 16. | Боцвана              | 0  | 0  | 1  | 1  |
| 16. | Норвешка             | 0  | 0  | 1  | 1  |
|     | Укупно 20 земаља     | 21 | 21 | 21 | 63 |

###### Трка на 400 метара у дворани
- Победници светских првенстава у дворани — 400 метара за мушкарце
- Победнице европских првенстава у дворани — 400 метара за жене
- Победници европских првенстава у дворани — 400 метара за мушкарце

###### Трка на 400 метара на отвореном
- Освајачице олимпијских медаља у атлетици — 400 метара за мушкарце
- Освајачице олимпијских медаља у атлетици — 400 метара за жене
- Победнице светских првенстава у атлетици на отвореном — 400 метара за жене
- Победници светских првенстава у атлетици на отвореном — 400 метара за мушкарце
- Победнице европских првенстава у атлетици на отвореном — 400 метара  за жене
- Победници европских првенстава у атлетици на отвореном — 400 метара за мушкарце